# The Watermelon Woman
The Watermelon Woman è un film statunitense del 1996 diretto, scritto e interpretato da Cheryl Dunye.

## Premi e riconoscimenti
- Berlin International Film Festival
  - 1996: "Teddy Award - Best Feature Film"
- Cinema Eye Honors Awards, US
  - 2022: "Cinema Eye Legacy Award"
- L.A. Outfest 
  - 1996: "Outstanding Narrative Feature"
- National Film Preservation Board
  - 2021: Conservato nel National Film Registry